# Calia Álvarez
Calia Álvarez Dotres (La Habana, 1976) es una violagambista y violoncelista cubana, nacionalizada española, especializada en música antigua.

## Datos Biográficos
Se graduó en 1995 en la especialidad de Violoncello en el Conservatorio «Amadeo Roldán» de La Habana y en 1999 comenzó a estudiar Viola da Gamba, bajo la dirección de la maestra Teresa Paz.
En el año 2002 se trasladó a España, en donde sigue cursando estudios de Viola da Gamba y obtiene la licenciatura en el Conservatorio Superior de Música de Sevilla «Manuel Castillo» con Ventura Rico. También se dio el lujo de tomar clases con importantes gambistas y cellistas como Jordi Savall, Wieland Kuijken, Vittorio Ghielmi, Itziar Atutxa, Mercedes Ruiz y Fahmi Alqhai.
Es hija del reconocido compositor y músico cubano Calixto Alvarez.

## Trayectoria Profesional
Desde 1995 forma parte de la Orquesta Sinfónica Nacional de Cuba y de la Orquesta Sinfónica del Gran Teatro de La Habana, instituciones en las que tiene ocasión de trabajar con directores como Leo Brower (Cuba), Bernardo Adam Ferrero y Gorka Sierra (España), Jean Paul Penin (Francia), Yoshijaro Fukumura (Japón), entre otros.
Entre 1994 y 1998 participa en los Festivales Internacionales de Música Contemporánea celebrados en La Habana anualmente, formando parte de la agrupación de cámara «Anima Ensemble». Entre sus conciertos como chelista solista destaca el compartido con el pianista cubano Chucho Valdés, organizado por el Instituto Cubano de la Música.
En 1999 integra el «Conjunto de Música Antigua Ars Longa» de La Habana, en el que trabajó bajo la dirección de Josep Cabré (España), Gabriel Garrido (Argentina) y Shalev Ad-el (Israel), y con el que realizó varias giras internacionales. Con dicha agrupación musical participó en numerosas grabaciones discográficas para el sello francés K.617.
Como solista también forma parte de agrupaciones musicales como son la Orquesta Barroca de Jerez, la Orquesta Barroca de Sevilla, «Il Parlamento», «Qvinta Pars», «ArcoTasto», «Luz y Norte» y «Artilugium». Colabora como violagambista o chelista indistintamente en agrupaciones como «Continuum XXI», «Camerata Iberia», «La Galanía», Orquesta de Cámara de Ceuta, «Folengo» y «Ensemble Buenayre», y con solistas y directores como son Juan Carlos de Mulder, Raquel Andueza, José Hernández Pastor, Gerard Talbot o Lambert Climent.
En el mundo del teatro ha actuado como violagambista junto a diferentes compañías entre las que figuran Compañía Nacional de Teatro Clásico, «Nao d'Amores» y «Claroscuro».
En 2006 trabajó en el montaje de la ópera Dido y Eneas bajo la dirección del maestro Andrés Cea. 
En 2008 protagonizó una serie de conciertos en base a la Suite para viola da gamba y orquesta de Telemann interpretada con diferentes orquestas andaluzas en Sevilla, Granada, Córdoba y Aracena. 
En 2009 actúa como solista con la Orquesta Joven de Andalucía (OJA) en el estreno en la Real Maestranza de Sevilla de la suite El viaje a Simorgh de José María Sánchez-Verdú.
Actualmente forma parte de la Compañía Nacional de Teatro Clásico, con la que colabora como violagambista.  También destaca su labor con las ensembles «Artilugium» y «Musica Liberata» – grupo especializado en la interpretación del barroco latinoamericano – de los que es fundadora y directora.

## Labor Docente
Es profesora titular de la Universidad de Salamanca y desde 2011 se encarga de impartir los cursos anuales de viola da gamba en la Muestra de Música Antigua Castillo de Aracena.
Desde 2017 es catedrática de viola da gamba en el Conservatorio Superior de Música de Castilla y León, Salamanca.
Con la creación del nuevo centro de educación musical de estudios superiores Musical Arts Madrid, entra a formar parte de su reconocido conjunto de artistas docentes como profesora residente de viola de gamba para el curso 2020-2021, en el Departamento de Música Antigua del centro.

## Discografía
| Año de grabación | Título                                                                      | Sello discográfico   | Notas |
| ---------------- | --------------------------------------------------------------------------- | -------------------- | --- |
| 1998             | Cambios                                                                     | Egrem                | Jorge García (voz, guitarra, orquestaciones y producción musical), Claudio Álvarez (saxos), Calia Álvarez (violonchelo) |
| 2001             | Nativité à Santiago de Cuba                                                 | K617                 | Ars Longa La Havana Ensemble. Dirección Teresa Paz y Josep Cabré. Composiciones de Esteban Salas (1725 - 1803) |
| 2002             | Hay de todo en la Viña del Señor                                            | Egrem                | Jorge García (voz, guitarra, orquestaciones y producción musical); Arsenio Díaz, Alejandro Valdés y Rey Guerra (guitarras); Oliver Valdés (percusión); Rafael Guzmán (piano); Julito García (bajo); Eduardo Cedeño (Bombo legüero); Floraimed Fernández (flautas); Popi Ramos (batería); Elis Regina (violonchelo); Marta Salgado (viola); Alfredo Muñoz (violines); Calia Álvarez (viola de gamba); Aland López (guitarra barroca); Yulnara Vega y Jennifer Vera (flautas dulces); Jorge Rubio (trompeta); Joao Pedro (corno). |
| 2003             | Fiesta Criolla                                                              | K617                 | Ensemble Elyma / Ars Longa La Havana Ensemble. Dirección Gabriel Garrido. |
| 2003             | Cantus in Honoris Beatae Mariae Virginis                                    | K617                 | Ars Longa La Havana Ensemble. Dirección Teresa Paz. Composiciones de Esteban Salas (1725 - 1803) |
| 2005             | La Edad Tierna y Florida                                                    | n.d.                 | Ensemble Qvinta Pars. Isabel Ródenas (soprano), Rosario Cruz (soprano), Maribel Rodríguez (contralto), Calia Álvarez (viola da gamba), Jacinto Sánchez (laúd renacentista) |
| 2012             | Donde Nace la Luz                                                           | Veleta Roja Editions | Colaboración con Carlos Cano, Hernan Milla y Miguel A. Maroto. Letra de Aldo J. Méndez. |
| 2015             | La recepción de la lírica popular antigua en la obra de Juan Vázquez        | n.d.                 | Capilla Extrematurensis. Rocío de Frutos (soprano), Linde Van der Veken (mezzo), Víctor Sordo (tenor), Estefanía Pérez (flautas de pico), Calia Álvarez (viola da gamba), Sara Águeda (arpa de dos órdenes) |
| 2015             | Viaje a Nápoles                                                             | Enchiriadis          | Ensemble Luz y Norte. Sara Águeda (arpas históricas), Calia Álvarez (viola da gamba), Víctor sordo (tenor). |
| 2015             | Vea yo los ojos bellos                                                      | Brilliant Classics   | Ensemble Luz y Norte. Sara Águeda (arpa española), Calia Álvarez (viola da gamba), Víctor Sordo (tenor), Daniel Garay (percusión) |
| 2017             | El Teatro del Arpa: Música para arpa de los órdenes en España en el S. XVII | Dux                  | Sara Águeda (arpa de dos órdenes), Adriana Mayer (mezzosoprano), Victor Sordo (tenor), Daniel Garay (percusión), Calia Álvarez (vihuela de arco) |

## Crítica Musical
Alberto Bernabé en la revista digital Opera World describe la interpretación de Calia Álvarez del «Preludio y Giga» de la Suite para violoncello nº 2 de Bach a la viola da gamba como "soberbia, con un dominio excelente de los tempi y de las transiciones" , considerada por el crítico "una obra muy exigente, con la que muchos chelistas conocidos no se han atrevido".
En una reseña para Codalario.com sobre el concierto ofrecido por Calia Álvarez el 19 de mayo de 2018, en el marco del ciclo "El canto de Polifemo: Aventuras y desventuras de una viola da gamba", Mario Guada destacó la profunda conexión de la instrumentista con la viola da gamba. En su análisis de las obras de Johann Sebastian Bach, Guada señaló que la interpretación de Álvarez de la primera suite para violonchelo, adaptada para viola da gamba, fue particularmente notable. Subrayó la "delicia sonora" de su versión, especialmente en la Sarabande, y elogió su "discurso calmado", su singular manejo del silencio y el fraseo, así como las "imaginativas ornamentaciones en las repeticiones" que enriquecieron su abordaje de la música bachiana.
Las obras de Tobias Hume fueron ejecutadas con una digitación descrita como "grácil, vigorosa y tremendamente pictórica", destacando la pieza "A Souldiers Resolution". El momento culminante de la velada, según Guada, fue la interpretación de "Les Pleurs" de Monsieur de Sainte-Colombe, donde Álvarez presentó una versión "expresiva, trágica y a la vez esperanzadora", revelando una profunda capacidad para comunicar las emociones inherentes a la obra. Asimismo, su ejecución de las piezas de Marin Marais exhibió un notable virtuosismo, con un excelente uso del rubato en "L'Arabesque" y una demostración de brillantez técnica en las variaciones de "Les Folies d'Espagne".

## Premios y reconocimientos
Durante su etapa de estudiante obtiene diversos premios y galardones en importantes concursos nacionales, como el Amadeo Roldán o el García Caturla.